# Lars Dahlbäck
Lars Henrik Georg Dahlbäck, född 25 november 1938, är en svensk litteraturhistoriker som varit aktiv vid Stockholms universitet sedan 1960-talet. Han blev fil.dr 1974 på en avhandling om Strindbergs Hemsöborna.
Dahlbäcks forskning har till stor del kretsat kring August Strindberg, och han var från projektets start 1981 och fram till 2009 huvudredaktör för Nationalupplagan av August Strindbergs samlade verk. Han är gift med litteraturprofessorn Kerstin Dahlbäck.